# ファウティノ・デロスサントス
ファウティノ・デロスサントス（Fautino de los Santos、1986年2月15日 - ）は、ドミニカ共和国サマナ州サマナ出身の元プロ野球選手（投手）。

## 経歴

### プロ入りとホワイトソックス傘下時代
2005年にシカゴ・ホワイトソックスと契約を結び、プロ入りを果たした。入団当時は、先発投手だった。
2006年は、傘下のルーキー級ドミニカン・サマーリーグ・ホワイトソックスでプレーした。この年は、10試合（9試合で先発）登板し、3勝3敗・防御率1.86・61奪三振を記録した。
2007年は、まずA級カナポリス・インティミデイターズでプレーした。ここでは、21試合（15試合で先発）登板し、9勝4敗、防御率2.40、121奪三振を記録した。その後、A+級ウィンストン・セイラム・ワーソッグスでプレーした。ここでは、5試合に先発登板し、1勝1敗・防御率3.65・32奪三振を記録した。

### アスレチックス時代
2008年1月にニック・スウィッシャーとのトレードでライアン・スウィーニー、ジオ・ゴンザレスと共にオークランド・アスレチックスへ移籍した。シーズンでは、傘下のA+級ストックトン・ポーツでプレーした。この年は、5試合に先発登板し、2勝2敗・防御率5.87・26奪三振を記録した。シーズン中にトミー・ジョン手術を受けた。
2009年は、リハビリに費やした。オフの11月に40人枠に登録された。
2010年は、まずA+級ストックトンでプレーした。ここでは、12試合に登板し、1勝0敗1セーブを記録した。その後、AA級ミッドランド・ロックハウンズでプレーした。ここでは、25試合に登板し、1勝5敗・防御率6.54・51奪三振を記録した。
2011年は、まずAA級ミッドラウンドでプレーした。ここでは、8試合に登板し、0勝0敗3セーブ・防御率2.89・15奪三振を記録した。5月5日にAAA級サクラメント・リバーキャッツに昇格した。ここでは、15試合に登板し、防御率1.83、21奪三振を記録した。5月20日にブランドン・マッカーシー、タイソン・ロスの故障者リスト入りに伴いメジャーに昇格を果たした。しかし5月24日にギジェルモ・モスコーソをメジャーに昇格させるため、AAA級サクラメントに降格した。その後、6月3日にメジャー再昇格を果たした。
翌4日のボストン・レッドソックス戦で、メジャーデビューを果たした。この試合では、ジェド・ラウリーから初奪三振を記録するなど1イニングを投げた。最終的にこの年は、メジャーで34試合に登板し、3勝2敗・防御率4.32・43奪三振を記録した。オフに、母国ドミニカ共和国で行われているウィンターリーグであるリーガ・デ・ベイスボル・プロフェシオナル・デ・ラ・レプブリカ・ドミニカーナに参加し、ティグレス・デル・リセイでプレーした。ここでは、10試合に登板し、1勝1敗・防御率2.00・12奪三振を記録した。
2012年は、日本の東京ドームで行われた開幕戦のメンバーとして来日している。帰国後は、6試合に登板したが、4月中にAAA級サクラメントに降格した。これを最後にデロスサントスは、メジャーに昇格していない。AAA級サクラメントでは、28試合に登板し、1勝3敗・防御率7.25・43奪三振を記録した。

### ブルワーズ傘下時代
2012年7月23日にジョージ・コッタラスとのトレードでミルウォーキー・ブルワーズへ移籍した。移籍後は、傘下のAAA級ナッシュビル・サウンズへ異動した。ここでは、11試合に登板し、1勝0敗・防御率1.98・17奪三振を記録した。オフには、レオネス・デル・エスコヒードでプレーした。ここでは、8試合に登板し、2勝1敗2セーブ・防御率4.70・10奪三振を記録した。

### パドレス傘下時代
2013年2月6日にウェイバー公示を経てサンディエゴ・パドレスへ移籍した。開幕を傘下のAAA級ツーソン・パドレス（現：エル・パソ・チワワズ）で迎えた。ここでは、2試合に登板した。しかし、シーズン中にヒト成長ホルモン（HGH）などの禁止薬物を購入した事が判明した。8月5日に50試合の出場停止処分を受けた。これが後のバイオジェネシス・スキャンダルと言われる事件である。

### 独立リーグ・武蔵時代
2015年4月7日に、日本の独立リーグであるベースボール・チャレンジ・リーグの武蔵ヒートベアーズへ入団。7月13日に任意引退を理由に退団した。

### 武蔵退団後
2016年と2017年は所属球団なく、ドミニカのウィンターリーグに参加。
2018年7月4日にメキシカンリーグのメキシコシティ・レッドデビルズと契約したが、8月14日にリリースされた。

## 詳細情報

### 年度別投手成績
| 年 度    | 球 団    | 登 板 | 先 発 | 完 投 | 完 封 | 無 四 球 | 勝 利 | 敗 戦 | セ 丨 ブ | ホ 丨 ル ド | 勝 率 | 打 者 | 投 球 回 | 被 安 打 | 被 本 塁 打 | 与 四 球 | 敬 遠 | 与 死 球 | 奪 三 振 | 暴 投 | ボ 丨 ク | 失 点 | 自 責 点 | 防 御 率 | W H I P |
| -------- | -------- | ----- | ----- | ----- | ----- | -------- | ----- | ----- | -------- | ----------- | ----- | ----- | -------- | -------- | ----------- | -------- | ----- | -------- | -------- | ----- | -------- | ----- | -------- | -------- | ------- |
| 2011     | OAK      | 34    | 0     | 0     | 0     | 0        | 3     | 2     | 0        | 3           | .600  | 143   | 33.1     | 27       | 4           | 17       | 1     | 0        | 43       | 9     | 0        | 19    | 16       | 4.32     | 1.32    |
| 2012     | OAK      | 6     | 0     | 0     | 0     | 0        | 0     | 0     | 0        | 0           | ----  | 20    | 3.0      | 7        | 0           | 3        | 0     | 0        | 3        | 1     | 0        | 2     | 1        | 3.00     | 3.33    |
| MLB：2年 | MLB：2年 | 40    | 0     | 0     | 0     | 0        | 3     | 2     | 0        | 3           | .600  | 163   | 36.1     | 34       | 4           | 20       | 1     | 0        | 46       | 10    | 0        | 21    | 17       | 4.21     | 1.49    |

### 年度別守備成績
| 年 度 | 球 団 | 投手（P） | 投手（P） | 投手（P） | 投手（P） | 投手（P） | 投手（P） |
| 年 度 | 球 団 | 試 合     | 刺 殺     | 補 殺     | 失 策     | 併 殺     | 守 備 率  |
| ----- | ----- | --------- | --------- | --------- | --------- | --------- | --------- |
| 2011  | OAK   | 34        | 3         | 2         | 0         | 0         | 1.000     |
| 2012  | OAK   | 6         | 0         | 0         | 0         | 0         | ----      |
| MLB   | MLB   | 40        | 3         | 2         | 0         | 0         | 1.000     |

- 2018年度シーズン終了時

### 記録
MLB
- 初登板：2011年6月4日、対ボストン・レッドソックス戦（フェンウェイ・パーク）、8回裏に4番手で救援登板、1/3回無失点
- 初奪三振：同上、8回裏にジェド・ラウリーから空振り三振
- 初勝利：2011年8月7日、対タンパベイ・レイズ戦（トロピカーナ・フィールド）、9回裏に4番手で救援登板、1回無失点
- 初ホールド：2011年8月17日、対ボルチモア・オリオールズ戦（オー・ドットコー・コロシアム）、7回表に2番手で救援登板、1回1失点

### 独立リーグでの投手成績
| 年 度     | 球 団     | 登 板 | 完 投 | 勝 利 | 敗 戦 | セ 丨 ブ | 勝 率 | 打 者 | 投 球 回 | 被 安 打 | 被 本 塁 打 | 与 四 球 | 与 死 球 | 奪 三 振 | 暴 投 | ボ 丨 ク | 失 点 | 自 責 点 | 防 御 率 | W H I P |
| --------- | --------- | ----- | ----- | ----- | ----- | -------- | ----- | ----- | -------- | -------- | ----------- | -------- | -------- | -------- | ----- | -------- | ----- | -------- | -------- | ------- |
| 2015      | 武蔵      | 27    | 0     | 2     | 0     | 0        | 1.000 | 109   | 27.0     | 14       | 0           | 13       | 0        | 37       | 1     | 3        | 7     | 5        | 1.67     | 1.00    |
| 通算：1年 | 通算：1年 | 27    | 0     | 2     | 0     | 0        | 1.000 | 109   | 27.0     | 14       | 0           | 13       | 0        | 37       | 1     | 3        | 7     | 5        | 1.67     | 1.00    |

### 背番号
- 60 （2011年 - 2012年）
- 42 （2015年）